# Alagomyidae
Famille
Les Alagomyidae sont une famille fossile de rongeurs ayant vécu durant l'Éocène inférieur (Yprésien), il y a entre environ 56 et 48 millions d'années (Ma), en Asie et en Amérique du Nord.

## Classification
Les Alagomyidae sont considérés comme les rongeurs les plus basaux connus. Ils précèdent le groupe-couronne des rongeurs actuels.

## Liste des genres
Selon Paleobiology Database (13 avril 2015) :
- Alagomys
- Neimengomys
- Tribosphenomys